# Heterogastridae
Heterogastridae es una familia de insectos hemípteros del infraorden Pentatomomorpha.

## Géneros
Tiene  97 especies, repartidas en 23 géneros. Algunos géneros:
- Dinomachus
- Heterogaster
- Hyginellus
- Parathyginus
- Platyplax
- Woodwardothignus
- Heissothignus
- Heterogaster